# مرد تانکی

"مرد تانکی" در حال متوقف کردن پیشروی صف تانک‌ها در ۵ ژوئن ۱۹۸۹ در پکن. عکس از جف وایدنر از آسوشیتدپرس.

مرد تانک‌ها یا شورشی ناشناس لقبی است که رسانه‌ها به یک فرد ناشناس چینی داده‌اند که صبح روز پس از سرکوب اعتراضات میدان تیان‌آن‌من (۱۹۸۹ میلادی) در جلوی ستونی از تانک‌های تایپ ۵۹ چینی در حال حرکت قرار گرفته و برای مدتی جلوی حرکت آن‌ها را گرفت. در سطح جهانی این عکس یکی از مشهورترین و نمادین‌ترین تصاویر تمام دوران در نظر گرفته می‌شود اما در داخل چین، تصویر و رویدادهای همراه آن تحت سانسور قرار دارند.
عکس او یک روز بعد از سرکوب خشونت‌آمیز گردهمایی دانشجویان چینی گرفته شد. این فرد ناشناس که کیسه‌های پلاستیک در دست داشت و در حال عبور از خیابان بود، یک‌باره جلوی صف تانک‌ها ایستاد و مانع پیشروی آن‌ها شد. با تغییر مسیر تانک‌ها او نیز جای خود را عوض کرد و پس از سد راه تانک‌ها از تانک اولی بالا رفت و چیزهایی را به سرنشینان آن‌ها فریاد زد.
پس از آن چهار نفر از سمت خیابان به سمت وی آمدند و او را از محل دور کردند. اما در اینکه این افراد نیروهای امنیتی چین بودند یا مردم عادی، اختلاف نظر وجود دارد.
اطلاعات کمی در مورد این مرد و سرنوشت او در دست است. کمی پس از این رویداد، روزنامهٔ سان ((The Sun که از معروفترین و پرفروش‌ترین روزنامه‌های شایعه پراکن و زردنامه‌های بریتانیایی است این مرد را یک دانشجوی ۱۹ ساله به نام وانگ وِیلین (王维林) معرفی کرد، اما صحت این ادعا اثبات نشده است.
از آن زمان شایعه‌های زیادی در مورد این فرد و احوال او سر بر آورده‌است، ولی برای هیچ‌یک مدرک کافی ارائه نشده‌است.

## تحریم شرکت تولید دوربین
شرکت تولید کننده دوربین های عکاسی لایکا مدعی شد که این عکس توسط یکی از دوربین های این شرکت گرفته شده است.ادعایی که منجر شد تا حکومت چین این شرکت را تحت تحریم های خود قرار دهد و لایکا نیز برای از دست ندادن بازار چین ناچار به پس گرفتن ادعای خود شد.